# Юдин, Григорий Афанасьевич
Григорий Афанасьевич Юдин (1920, г. Новгород-Северский — 2005, г. Жуковский) — самолетостроитель, доктор технических наук, лауреат Ленинской премии.

## Биография
Родился в Новгороде-Северском в 1920 году. В 1938 году окончил там среднюю школу, а в 1944 году — Московский авиационный институт по специальности «самолетостроение».
С 1944 года и конца своих дней работал в Центральном аэрогидродинамическом институте имени Н. Жуковского на должностях инженера, начальника научного отдела, главного научного сотрудника. В 1970 году защитил научную диссертацию по проблемам аэродинамики и процессов теплообмена летательных аппаратов. Написал 80 трудов по аэродинамике самолетов. Имеет 12 авторских свидетельств.
Умер в 2005 году в городе Жуковский Московской области (Российская Федерация).

## Награды
Лауреат Ленинской премии 1974 года за вклад в разработку военно-транспортного самолета Ан-22 «Антей».
Награждён орденами Трудового Красного Знамени, «Знак Почета».